# Любекское княжество-епископство
Княжество-епископство Любек (нем. Fürstbistum Lübeck или Hochstift Lübeck) — духовное княжество в составе Священной Римской империи, существовавшее с 1180 года до Германской медиатизации 1803 года. Княжество находилось на территории современной земли Шлезвиг-Гольштейн и с 1500 года входило в состав Нижнесаксонского имперского округа.

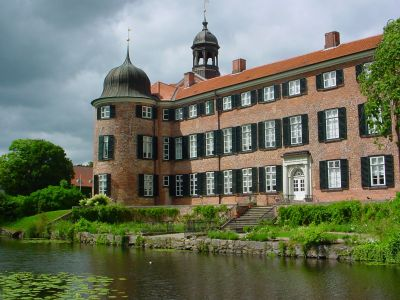
Ойтинский замок — резиденция Любекских князей-епископов.

## История
Возникновение Любекского епископства во многом явилось результатом миссионерской деятельности Вицелина (ум. 1154), который в 1149 году сделался епископом Альдинбурга. Епархия Альдинбурга была учреждена императором Оттоном I в 970 году для обращения в христианство местных славянских племён. 
При епископе Альдинбурга Герольде (1155—1163), незадолго до его смерти, в Любеке был освящен храм Святого Иоанна. Герцог Саксонии Генрих III Лев между 1160 и 1163 годами перенес центр епископства из Альдинбурга в Любек и в 1173 году заложил Любекский собор. После отстранения Генриха Льва от власти в 1180 году епископ Любека становится вассалом императора, а Любекская епархия получает статус имперского княжества. 
Графская распря привела к тому, что в 1535 году князем-епископом Любека впервые стал протестант, Детлев фон Ревентлов, который начал Реформацию на территории Любекского епископства.

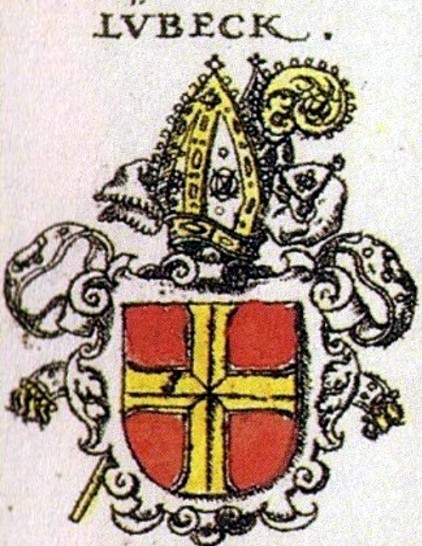
Первоначальный герб княжества-епископства. 1605 год.

В 1803 году в результате наполеоновской секуляризации княжество-епископство было преобразовано в княжество Любек, которое на условиях личной унии было передано герцогу Ольденбургскому Петеру I.

## Герб
Первоначально герб Любекского княжества-епископства представлял из себя геральдический щит, в котором на червлёном поле был изображён золотой крест. Над щитом изображалась епископская тиара, за щитом помещался епископский посох. В поздний период (в XVII веке или позже) герб был существенно изменён: поле щита поменяло цвет на лазурный, а епископская тиара, как и крест золотого цвета, была помещена внутрь щита над крестом.

## Епископы Любека

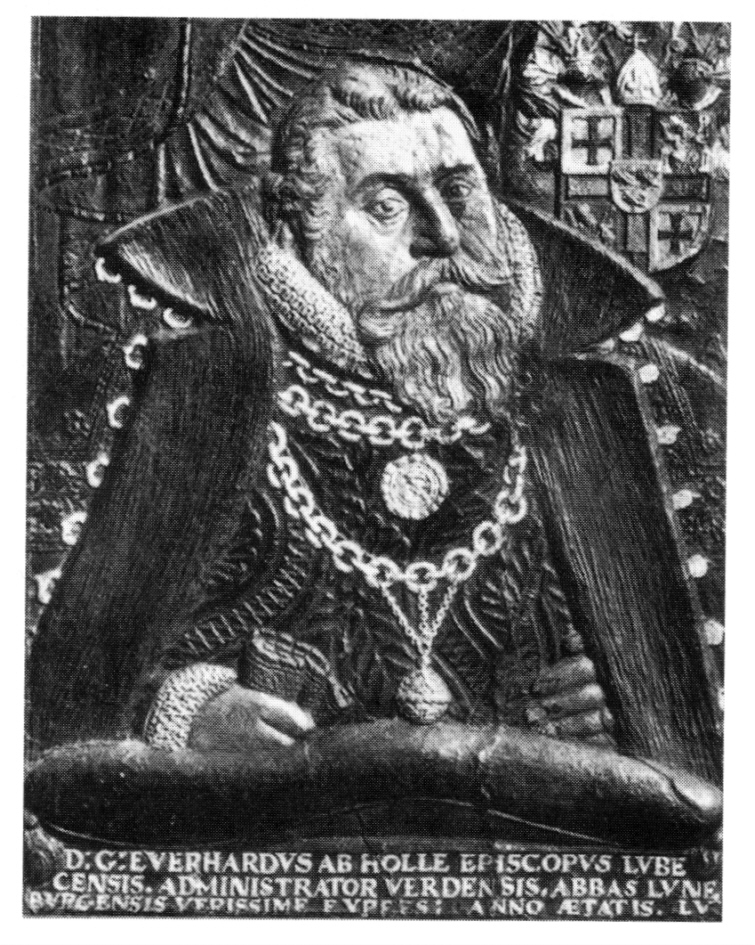
Эберхард II

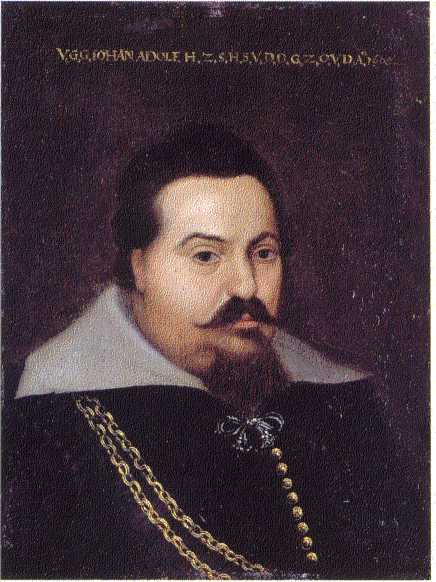
Иоганн Адольф

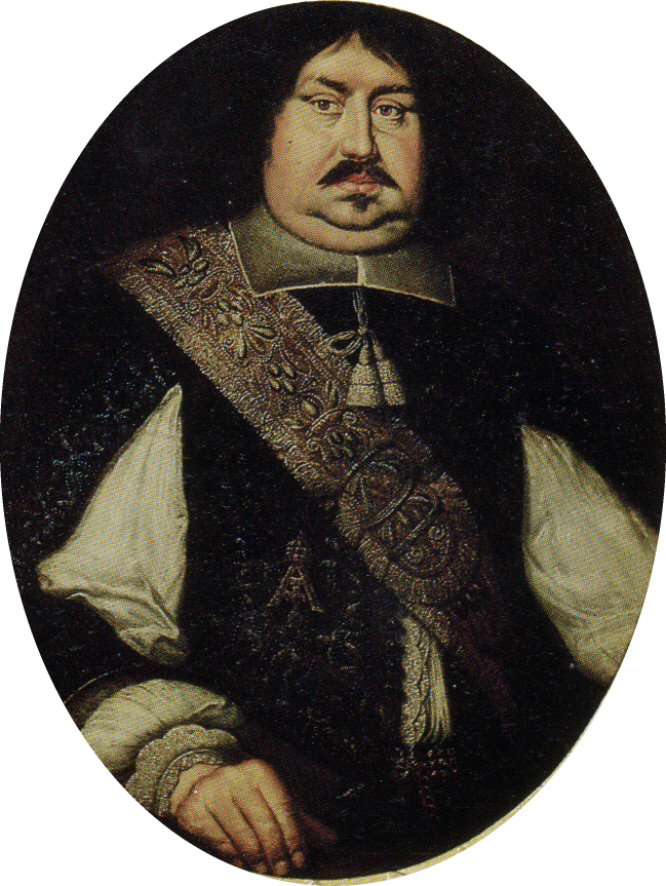
Иоганн X

| Начало правления | Конец правления | Имя                        | Династия | Дополнительно                   |
| ---------------- | --------------- | -------------------------- | -------- | ------------------------------- |
| 1160             | 13.08.1163      | Герольд Альдинбургский     | Вельфы   | епископ Альдинбурга с 1155 года |
| 01.02.1164       | 17.07.1172      | Конрад I Риддагсхаузенский | Вельфы   | брат Герольда                   |
| 1172             | 29.11.1182      | Генрих I Брюссельский      |          |                                 |
| 1183             | 1184            | Конрад II                  |          |                                 |
| 1186             | 1210            | Дитрих I                   |          |                                 |
| 1210             | 1230            | Бертольд                   |          |                                 |
| 1230/1231        | 1247            | Иоганн I                   |          |                                 |
| 1247             | 1253            | Альберт Зуэрбер            |          |                                 |
| 1254             | 1259            | Иоганн II фон Дист         |          |                                 |
| 1260             | 1276            | Иоганн III фон Тралау      |          |                                 |
| 1276             | 1317            | Бурхард фон Серкем         |          |                                 |
| 1317             | 1341            | Генрих II Боххольт         |          |                                 |
| 1341             | 1350            | Иоганн IV Муль             |          |                                 |
| 1350             | 1377            | Бертрам фон Кремон         |          |                                 |
| 1377             | 1379            | Николаус I фон Мейсен      |          |                                 |
| 1379             | 1386            | Конрад III фон Гайзенхайм  |          |                                 |
| 1386             | 1387            | Иоганн V фон Кленеденст    |          |                                 |
| 1387             | 1399            | Эберхард I фон Аттендорн   |          |                                 |
| 1399             | 1420            | Иоганн VI Хундебеке        |          |                                 |
| 1420             | 1439            | Иоганн VII Шеле            |          |                                 |

## Князья-епископы из разных родов
- 1439—1449 гг. Николаус II Сахау
- 1450—1466 гг. Арнольд Вестфаль
- 1466—1489 гг. Альберт II Круммендик
- 1489—1492 гг. Томас Гроте
- 1492—1506 гг. Дитрих II Арндес
- 1506—1509 гг. Вильгельм Вестфаль
- 1510—1523 гг. Иоганн VIII Гримхольт
- 1523—1535 гг. Генрих III Боцкхолт
- 1535—1536 гг. Детлев фон Ревентлов (первый протестант)
- 1536—1547 гг. Балтазар Рантзау
- 1547—1551 гг. Йодокус Ходфилтер
- 1551—1556 гг. Теодор фон Реден
- 1556—1559 гг. Андреас фон Барби
- 1559—1561 гг. Иоганн IX Тидеманн
- 1561—1586 гг. Эберхард II фон Холле

## Князья-епископы из династииГольштейн-Готторпов
- 1586—1607 гг. Иоганн Адольф
- 1607—1634 гг. Иоганн Фридрих
- 1634—1655 гг. Иоганн X
- 1655—1666 гг. Кристиан Альбрехт
- 1666—1705 гг. Август Фридрих
- 1705—1726 гг. Кристиан Август
- 1726—1727 гг. Карл Август
- 1727—1750 гг. Адольф Фридрих
- 1750—1785 гг. Фридрих Август
- 1785—1803 гг. Петер Фридрих Людвиг